# Thulium(III) oxide
Thulium(III) oxide là một hợp chất vô cơ có công thức hóa học Tm2O3. Nó được phân lập lần đầu tiên vào năm 1879, từ một mẫu erbia không tinh khiết, bởi nhà hóa học Thụy Điển Per Teodor Cleve, người đã đặt tên cho nó là thulia. Chất rắn màu lục nhạt này có thể được điều chế trong phòng thí nghiệm bằng cách đốt cháy kim loại thulium trong không khí, hoặc bằng cách phân hủy muối oxoacid của chúng, chẳng hạn như thulium(III) nitrat.